# Andorra-Effekt
Der Andorra-Effekt (auch Andorra-Phänomen) ist ein Begriff aus der Sozialpsychologie, der insbesondere auch im Personalwesen eine Rolle spielt. Er besagt, dass sich Menschen oft an die Beurteilungen und Einschätzungen durch die Gesellschaft anpassen und dies unabhängig davon, ob diese ursprünglich korrekt gewesen sind oder nicht. Der Effekt beschreibt damit eine sich selbst erfüllende Vorhersage (englisch self-fulfilling prophecy, selbsterfüllende Prophezeiung), da sich eine Person mit der Zeit genau so verhält, wie man es ihr die ganze Zeit vorausgesagt hat, dies ohne die Vorhersage aber nicht getan hätte.
Gesellschaftlich spielt der Effekt eine Rolle, wenn gegen eine gesellschaftliche Randgruppe (etwa Obdachlose, Drogenabhängige oder andere Minderheiten) bestimmte Vorurteile vorliegen und Personen dieser Randgruppe deswegen anfangen, sich tatsächlich entsprechend den Erwartungen zu verhalten.
Im Personalwesen kann der Effekt ebenfalls von Bedeutung sein. Wenn dort ein Mitarbeiter von seinen Kollegen oder Vorgesetzten stets negativ beurteilt wird oder man ihm gegenüber eine negative Erwartung hegt und dies dem Mitarbeiter bekannt ist, so kann das dazu führen, dass sich die objektive Leistung des Mitarbeiters verschlechtert, da er sich den negativen Erwartungen anpasst beziehungsweise diese erfüllt. Umgekehrt kann die Leistung des Mitarbeiters auch steigen, wenn ihm entsprechend positive Erwartungen gegenüberstehen.
Der Name des Effekts geht auf das Theaterstück Andorra (UA 1961) von Max Frisch zurück. In diesem verändert sich die Persönlichkeit der Hauptfigur (die von ihrem Vater als jüdisches Pflegekind ausgegeben wird und selbst daran glaubt, jüdischer Abstammung zu sein) durch die ständige Konfrontation mit negativen Vorurteilen seiner Mitmenschen. Nach und nach übernimmt sie dabei die negativen Eigenschaften, die den Juden in Andorras Gesellschaft nachgesagt werden.
Erfolgt die Verhaltensbeeinflussung ausschließlich durch die Erwartungen einer konkreten Autoritätsperson (etwa eines Vorgesetzten, Lehrers, Arztes oder Versuchsleiters), spricht man stattdessen auch vom Pygmalion-Effekt.